# Nancy Amelia Woodbury Priest Wakefield

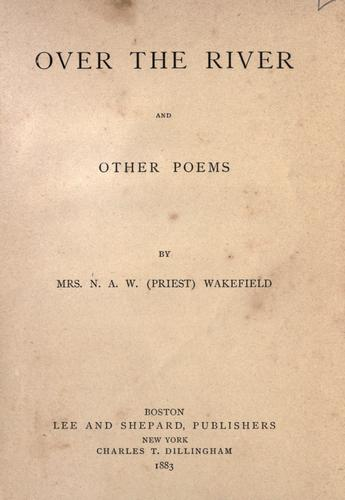
Okładka tomu "Over the River: and Other Poems"

Nancy Amelia Woodbury Priest Wakefield (ur. 1836, zm. 1870) – poetka amerykańska.

## Życiorys
Wiadomości o życiu Nancy Amelia Woodbury Priest Wakefield są skąpe. Urodziła się 7 grudnia 1836 w Royalston w stanie Massachusetts. Była córką Francisa D. Priesta i Hanny (Hannah) Woodbury. W 1865 poślubiła porucznika Arlingtona C. Wakefielda. Zmarła 21 września 1870 w Winchendon w Massachusetts.

## Twórczość
Poetka pozostawiła po sobie stosunkowo bogate dzieło poetyckie, zważywszy jej młody wiek. Utwory Nancy zebrała jej matka i wydała w tomie pod tytułem Over the River: and Other Poems. Zbiorek ukazał się w 1871 i został wznowiony w 1883. Przedmowę napisał wielebny Abijah P. Marvin. Najbardziej znanym utworem poetki jest poemat Over the River. Był on przedrukowywany w licznych antologiach. Innym popularnym wierszem jest Heaven.